# Galaxy (Bioinformatik)
Galaxy ist eine webbasierte Open-Source-Software aus dem Bereich der Bioinformatik für rechenintensive Forschung.
Galaxy richtet sich hierbei vor allem an Forscher, die über keine oder nur sehr geringe Programmiererfahrungen verfügen.
Die Plattform wurde ursprünglich an der Pennsylvania State University und der Emory University entwickelt. Zur usegalaxy.* -Initiative gehören die drei größten Galaxy-Server: 
Galaxy Main in den USA, Galaxy Europe an der Universität Freiburg in Deutschland und Galaxy Australia in Australien. Diese Galaxy-Server haben eine ähnliche grafische Oberfläche und ähnliche installierte Tools und stellen zusammen mit vielen kleineren Galaxy-Instanzen eine kostenfreie öffentlich zugängliche Bioinformatik-Resource für alle Wissenschaftler weltweit zur Verfügung.

## Funktionsweise
Galaxy stellt tausende bioinformatische Tool zur Verfügung. Diese reichen von einfachen Tools zur Textmanipulation bis zu komplexen Tools zur Auswertung für z. B. Sequenzdaten, Imaging-Daten und eine Vielzahl an Visualisierungen. Alle Galaxy-Tools können zu sogenannten „Workflows“ zusammengefügt werden. Workflows bezeichnen hierbei eine Aufgabe, welche aus verschiedenen Schritten besteht und kann mit einem Kochrezept verglichen werden. Die Erstellung und Nutzung von Workflows ermöglicht es, Analysen zu automatisieren und zu beschleunigen, und Analysen zu reproduzieren. Alle Schritte eines Workflows werden in einer sogenannten History gespeichert. Eine History dient als eine Art digitales Laborbuch, weil alle Schritte mit ihren Tool-Parametern und -Versionen gespeichert werden. Tools, Workflows und Histories können mit anderen Wissenschaftlern geteilt werden was zu einer enormen Transparenz in der Datenanalyse beiträgt.
Galaxy ist auch eine Plattform zur Datenintegration von biologischen Daten. Über die Galaxy-Plattform erhalten Anwender den Zugriff auf eine Vielzahl von Daten und Datenbanken, wie zum Beispiel Daten des UCSC Genome Browsers, BioMart oder InterMine. Gleichzeitig unterstützt sie das Hochladen von eigenen Daten und erlaubt die Benutzung und einfache Konvertierung verschiedener Datenformate der Bioinformatik.

## Nutzungsmöglichkeiten
Es existieren einige öffentliche und von jedem benutzbare Instanzen, welche vom Galaxy-Projekt unterstützt werden. Administratoren von Galaxy-Instanzen können Tools aus der Tool-Shed installieren. Diese setzen unterschiedliche Schwerpunkte, wobei je nach Server auch verschiedene Tools vorinstalliert sind. Da Galaxy Open-Source ist, besteht auch die Möglichkeit eine lokale Instanz zu betreiben. Die Nutzungsmöglichkeiten von Galaxy sind zahlreich; es gibt eine Vielzahl an verschiedenen Communities, die ihre Daten m.H. von Galaxy analysieren. 
Zum Galaxy-Projekt gehört auch das Galaxy-Trainingsnetzwerk (Galaxy Training Network, GTN), das zahlreiche Trainingsmaterialien und Tutorials entwickelt und zur Verfügung stellt.

## Referenzen
1. ↑  The Galaxy Project: Online bioinformatics analysis for everyone
2. ↑  Jeremy Goecks, Anton Nekrutenko, James Taylor: Galaxy: a comprehensive approach for supporting accessible, reproducible, and transparent computational research in the life sciences. In: Genome Biol. 2010; 11(8): R86. doi:10.1186/gb-2010-11-8-r86 PMC 2945788 (freier Volltext)
3. ↑  Galaxy. Abgerufen am 27. Mai 2025.
4. ↑  Galaxy Europe. Abgerufen am 27. Mai 2025.
5. ↑  Galaxy | Australia. Abgerufen am 27. Mai 2025.
6. ↑  Galaxy Wiki: Learn/Datatypes
7. ↑   Galaxy (Memento vom 14. März 2013 im Internet Archive), auf https://main.g2.bx.psu.edu/
8. ↑  Saskia Hiltemann, Helena Rasche, Simon Gladman, Hans-Rudolf Hotz, Delphine Larivière, Daniel Blankenberg, Pratik D. Jagtap, Thomas Wollmann, Anthony Bretaudeau, Nadia Goué, Timothy J. Griffin, Coline Royaux, Yvan Le Bras, Subina Mehta, Anna Syme, Frederik Coppens, Bert Droesbeke, Nicola Soranzo, Wendi Bacon, Fotis Psomopoulos, Cristóbal Gallardo-Alba, John Davis, Melanie Christine Föll, Matthias Fahrner, Maria A. Doyle, Beatriz Serrano-Solano, Anne Claire Fouilloux, Peter van Heusden, Wolfgang Maier, Dave Clements, Florian Heyl, Galaxy Training Network, Björn Grüning, Bérénice Batut: Galaxy Training: A powerful framework for teaching! In: PLOS Computational Biology. Band 19, Nr. 1, 9. Januar 2023, ISSN 1553-7358, S. e1010752, doi:10.1371/journal.pcbi.1010752, PMID 36622853, PMC 9829167 (freier Volltext) – (plos.org [abgerufen am 4. Juli 2025]).